# ستانلي هارت
ستانلي هارت هو شخصية أعمال ومحامي كندي، ولد في 11 نوفمبر 1937 في مونتريال في كندا، وتوفي في 3 يناير 2018 في تورونتو في كندا.